# Eclipse solar de 10 de maio de 1994

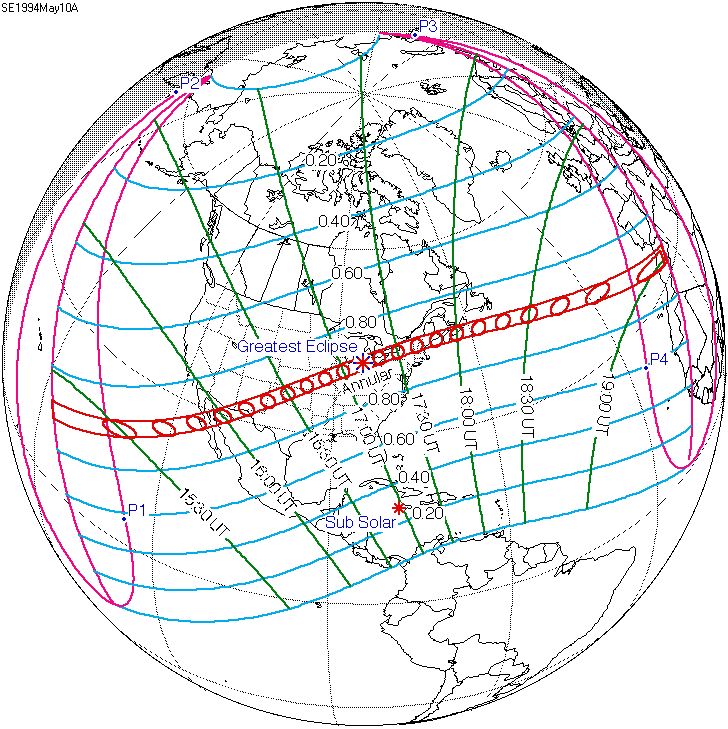
Mapa de visibilidade do eclipse

O eclipse solar de 10 de maio de 1994 foi um eclipse solar anular ocorrido nesta data. Foi visível no Oceano Pacífico, Estados Unidos da América, Canadá e Marrocos. Foi o quinquagésimo sétimo eclipse solar da série Saros 128 e teve magnitude de 0,9431.